# SFP
SFP (англ. Small Form-factor Pluggable) — промисловий стандарт модульних компактних приймачів (трансиверів), використовуваних для передачі даних в телекомунікаціях.

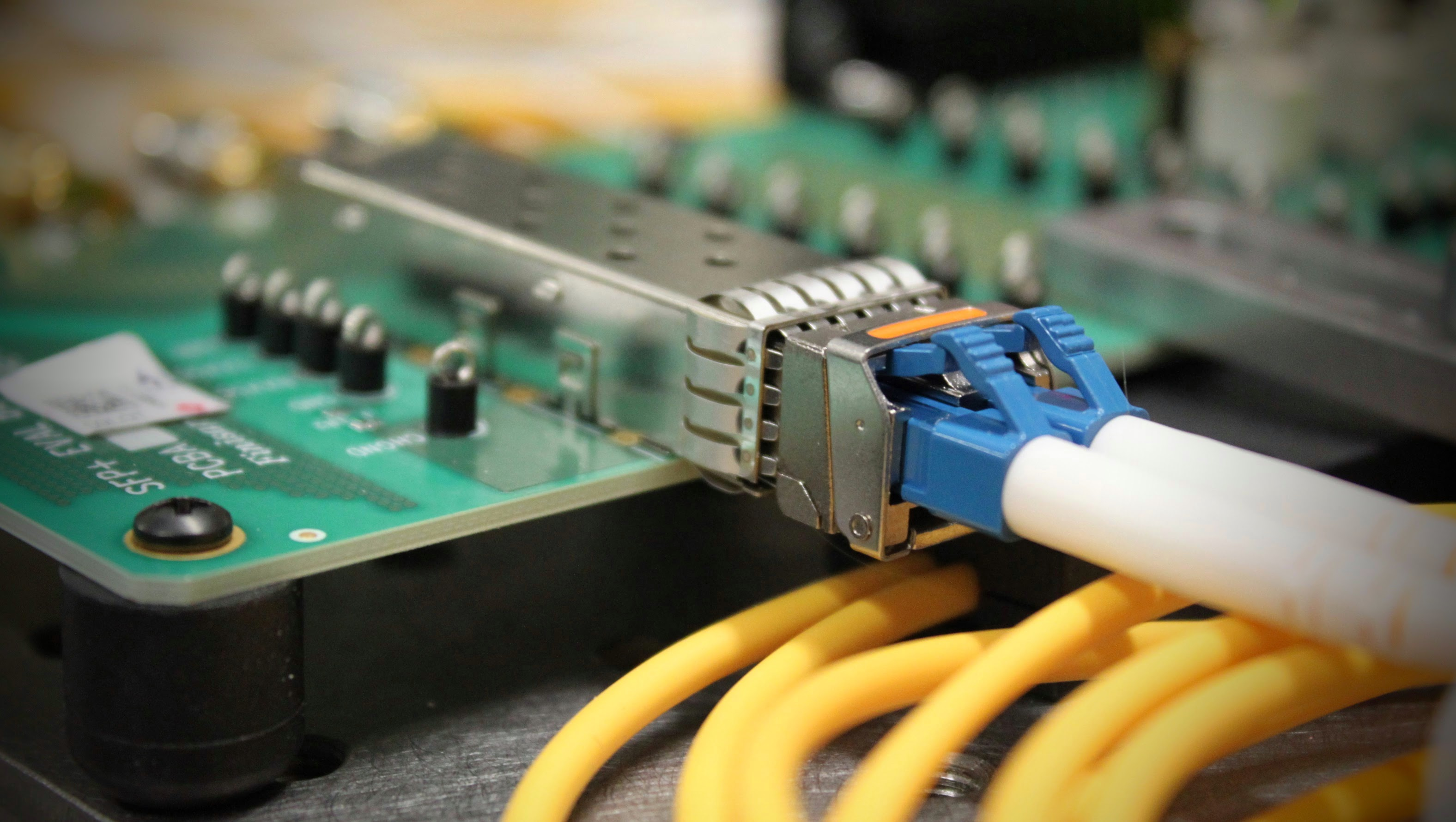
Два оптоволоконних кабелі під'єднані до SFP-порту

## Призначення
Модулі SFP використовуються для приєднання плати мережевого пристрою (комутатора, маршрутизатора або подібного пристрою) до оптоволокна або неекранованої крученої пари, виступають у ролі мережевого кабелю.
Модуль SFP прийшов на зміну більш громіздкому модулю GBIC. Модуль має роз'єм, порівнянний за розміром з роз'ємом RJ-45, тобто дозволяє на одній одиниці (1U) 19-дюймового телекомунікаційного устаткування розмістити до 48 оптичних портів.
Найпоширеніші області застосування SFP-модулів - передача даних у телекомунікаційних мережах на швидкостях вище 100 Mbps з використанням наступних технологій:
- Ethernet: 100 Mbps, 1 Gbps, 1,25 Gbps
- SDH: STM-1 (155 Mbps), STM-4 (622 Mbps), STM-16 (2,488 Gbps)
- Fibre Channel: 1, 2, 4, 8 Gbps

Також зустрічаються універсальні SFP-модулі, які здатні транспортувати як 100 Мбіт Ethernet, 1 Гбіт Ethernet, так і STM4 і STM16-потоки.
В основному, для підключення до модуля, використовується оптичний кабель з роз'ємом типу LC. Хоча, є й винятки - наприклад, оптичні модулі для GEPON-мережі мають один роз'єм SC і для дуплексної передачі використовує всього одну жилу. Також існує модулі з електричним інтерфейсом і роз'ємом  RJ45.
Для використання в 10 Гбіт мережах з'явилися нові форм-фактори модулів XFP, X2, XENPAK, SFP+ - вони відрізняються великими габаритами, стандартно використовуються роз'єми типу LC або SC.

## Типи SFP-модулів
SFP модулі існують у варіантах з різними комбінаціями приймача (RX) і передавача (TX), що дозволяє вибрати необхідну комбінацію для заданого з'єднання, виходячи з використовуваного типу оптоволоконного кабелю: багатомод (MM) або одномод (SM).
Різновиди SFP-модулів і їх позначення:
- 850 нм 550 м MMF -SX
- 1310 нм 10 км SMF -LX
- 1550 нм (40 км -XD, 80 км -ZX, 120 км -EX таEZX) і DWDM.

Існує також CWDM та одноволоконні двонаправлені (1310/1490 нм UpStream / DownSstream) SFP-модулі.

## Технічні характеристики SFP-модулів
- Специфікації: SFF-8074i
- Швидкість роботи: 1250 Мбіт / с
- Стандарт: IEEE802.3z
- Допускається «гаряча» заміна модуля, без виключення електроживлення обладнання (hot-swap)
- Тип оптичного волокна: багатомодове (MM) або одномодове (SM)
- Напруга живлення: 3,3 В
- Характеристики лазера: клас 1, задовольняє вимогам: EN 60825-1, 21 CFR 1040.10 і 1040.11. Випромінювання лазера безпечно для очей.
- Габаритні розміри: 14,60 x 56,60 x 13,35 мм

## Digital Diagnostics Monitoring
Сучасні оптичні SFP-модулі мають підтримку цифрового моніторингу діагностики (Digital Diagnostics Monitoring - DDM), який функціонує відповідно до галузевого стандарту SFF-8472. Іншими словами, ця функція також відома як функція цифрового оптичного контролю (digital optical monitoring - DOM).